# Elie Van Bogaert
Elie Robert Camille Van Bogaert (Gent, 5 september 1919 – aldaar, 30 augustus 1993) was een Belgisch politicus voor de BSP.

## Levensloop
Hij doorliep zijn middelbare studies aan het Koninklijk Atheneum te Gent en studeerde vervolgens Rechten aan de Rijksuniversiteit Gent (RUG). In 1943 promoveerde hij er tot doctor in de Rechten. 
Datzelfde jaar nog werd hij advocaat aan de balie in Gent. Na de bevrijding werd hij aangesteld als substituut-krijgsauditeur te velde. Op 3 juli 1946 werd hij benoemd tot rechter aan de rechtbank van eerste aanleg in Dendermonde en werd hij gemachtigd als militair magistraat. Op 8 maart van het daaropvolgende jaar werd hij rechter in de rechtbank van eerste aanleg in Gent en burgerlijk magistraat in de krijgsraad te Gent. Op 27 oktober 1949 werd Van Bogaert benoemd tot docent rechten en op 1 juli 1953 als hoogleraar volkenrecht aan de RUG. Ook was hij van 1954 tot 1958 opdrachtgelastigde op het kabinet van minister van Verkeerswezen Edward Anseele jr..
Hij was van 1961 tot 1977 bovendien voor de BSP gecoöpteerd senator in de Belgische Senaat. In de periode december 1971-april 1977 had hij als gevolg van het toen bestaande dubbelmandaat ook zitting in de Cultuurraad voor de Nederlandse Cultuurgemeenschap, die op 7 december 1971 werd geïnstalleerd en de verre voorloper is van het Vlaams Parlement. Van februari tot november 1973 zat hij er korte tijd de BSP-fractie voor.
Van 10 augustus 1965 tot 18 maart 1966 was hij bovendien minister-staatssecretaris voor Nationale Opvoeding in de Regering-Harmel en van 23 oktober 1973 tot 25 april 1974 was hij staatssecretaris voor Institutionele Hervormingen in de Regering-Leburton.
Daarnaast was hij lid van de raad van beheer van de Officiële Universiteit van Belgisch-Congo en Ruanda-Uganda.

## Publicaties
- Het rechtsmisbruik in het Volksrecht, Antwerpen, 1948
- Beschouwingen over Nurenberg, Gent, 1951
- Depressie der beschaving, 1952
- Leergang van volksrecht, 1952
- Beginselen van het volkenrecht, Antwerpen, 1958 & 1964
- Overzicht van het verdragsrecht der Europese organisaties, Gent, 1966